# Gardes civiques républicaines
Les Gardes civiques républicaines étaient une organisation paramilitaire communiste en France de 1944 à 1945.

## Statut des G.C.R. défini par le C.N.R.[2]
« Article premier. - Il est constitué une Garde Civique Républicaine pour aider le gouvernement dans ses tâches d'épuration, de maintien de l'ordre républicain et de reconstruction.
Art. 2. - La Garde Civique Républicaine est un mouvement patriotique ayant pour but d'exercer une action de vigilance patriotique constante à travers tout le territoire.
Transmettre aux pouvoirs publics toutes indications concernant les traîtres ou les suspects. Assurer en cas de besoin une large publicité à certains faits scandaleux et non réprimés.
Se tenir prêt à riposter sur-le-champs à toute agression terroriste de la part de l'ennemi hitlérien ou de ses agents de la cinquième colonne, et à toute tentative générale de subversion des institutions républicaines.
Aider activement le gouvernement dans son effort de guerre et dans son effort de reconstruction économique du pays.
Dénoncer toutes les tentatives de sabotage et toutes les lenteurs bureaucratiques.
Art. 3. - La Garde Civique Républicaine n'est pas une police supplétive permanente et appointée ni une organisation militaire au sens ordinaire. Elle est composée de citoyens et de citoyennes ayant un sens élevé du devoir civique, volontaires pour cette tâche de vigilance patriotique et de défense républicaine.
La Garde Civique Républicaine s'organise dans le cadre local sur la base des quartiers et des entreprises.
Pour permettre un contrôle effectif de l'activité des membres et une mobilisation rapide, il est nécessaire que le nombre des membres d'un groupe et le nombre de groupes rassemblés en sections soient peu importants. Les groupes pourront être composés de huit à dix hommes, femmes ou jeunes gens. Cinq à six groupes formeront une section. Les chefs de groupes seront élus par les membres, les commandants de sections par les chefs de groupes.
Il n'y aura pas de commandement de la Garde Civique Républicaine au-dessus de la localité.
A l'échelon départemental existe un organisme d'impulsion, de coordination et de contrôle, sous l'autorité du Comité Départemental de la Libération. Cette "Commission de la Garde Civique Républicaine" sera composée par les Comités Départementaux de la Libération, de représentants des organisations participants effectivement à la création de cette garde.
A l'échelon national, le C.N.R. créera un organisme d'impulsion et de coordination composé de la même façon. Cette "Commission de la Garde Civique Républicaine du C.N.R." aura pour tâche de centraliser toutes les expériences et d'en faire bénéficier l'ensemble des Gardes Civiques Républicaines par la voie de la presse, par des conférences de travail et par la création d'une Ecole nationale des cadres des Gardes Civiques.
La Garde Civique Républicaine doit vivre et travailler sous l'autorité du maire et en accord avec le Conseil municipal et avec le Comité Local de Libération. Elle doit entretenir des rapports étroits avec les dépositaires de l'autorité publique en vue d'obtenir une intervention rapide et efficace de leur part pour tous les faits délictueux tombant sous leur compétence.
Cette collaboration doit s'instituer sans empiètement sur l'autorité nécessaire et les prérogatives essentielles du pouvoir gouvernemental.
Art. 4. - La Garde Civique Républicaine doit pouvoir disposer d'une dotation en arme destinées à l'accomplissement des missions définies ci-dessus.
Ces armes doivent être déposées dans les locaux placés sous le contrôle des municipalités et sous la responsabilité des Comités de Libération. Leur utilisation devra être soumise à une réglementation précise dans le cas de missions déterminées et fixées en accord avec les dépositaires de l'autorité publique. Les ordres établis pour ces missions vaudront pour la durée de celles-ci comme autorisation de port d'arme. Seul un petit nombre de responsables de la Garde Civique Républicaine pourront prétendre à une autorisation permanente de port d'arme.
Cependant, il sera fait une exception aux règles ci-dessus dans les cas de flagrant délit ou les cas d'urgence ne permettant pas de faire appel à l'autorité publique. Cette même exception sera faite en cas de légitime défense des institutions républicaines, sous la responsabilité du Comité Local de Libération et des conseils municipaux régulièrement constitués. Dans ces cas exceptionnels, il sera immédiatement rendu compte au Comité Départemental de la Libération, qui rendra compte lui-même aussitôt aux autorités préfectorales.

Art. 5. - La Garde Civique Républicaine doit participer à l'effort de guerre immédiat de la nation, aide matérielle et morale aux combattants et à leur famille, sociétés de préparation militaire et de tir, écoles de perfectionnement à organiser tout de suite en accord avec les pouvoirs publics et l'autorité compétente dans les localités. »